# Catalasa
La catalasa es una enzima perteneciente a la categoría de las oxidorreductasas que cataliza la descomposición del peróxido de hidrógeno (H2O2) en oxígeno y agua. Esta enzima utiliza como cofactor al grupo hemo y al manganeso.
El peróxido de hidrógeno es un residuo del metabolismo celular de muchos organismos vivos y tiene, entre otras, una función protectora contra microorganismos patógenos, principalmente anaerobios, pero dada su toxicidad debe transformarse rápidamente en compuestos menos peligrosos. Esta función la efectúa esta enzima que cataliza su descomposición en agua y oxígeno. Además la catalasa se usa en la industria textil para la eliminación del peróxido de hidrógeno, así como en menor medida se emplea en la limpieza de lentes de contacto que se han esterilizado en una solución de peróxido de hidrógeno.
La ausencia congénita de catalasa es causante de una acatalasemia (o acatalasia), la enfermedad de Takahara que se manifiesta por la ausencia de actividad de la catalasa en los glóbulos rojos y con severas infecciones gangrenosas de la boca, pudiendo producir la pérdida de los dientes y graves destrucciones de los maxilares y regiones blandas que los cubre. Enfermedad congénita del Japón (2 de 100.000 habitantes sufren de este trastorno).

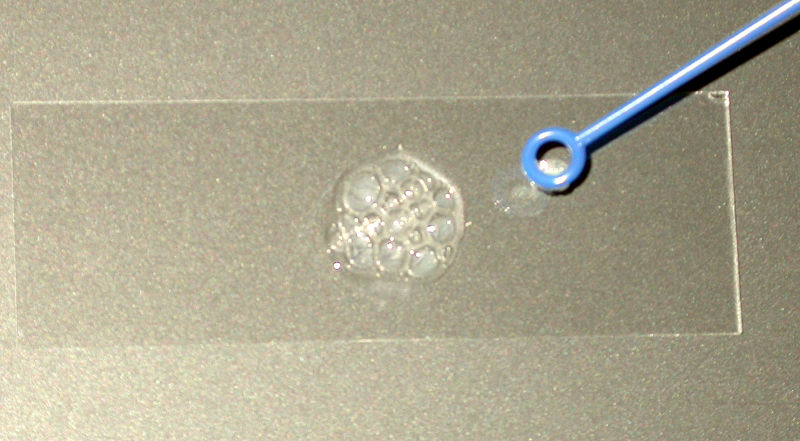
Reacción positiva de la prueba de la catalasa.

El mecanismo completo de la catalasa no se conoce, aun así la reacción química se produce en dos etapas:
H
2O
2 + Fe(III)-E → H
2O + O=Fe(IV)-E
H
2O
2 + O=Fe(IV)-E → H
2O + Fe(III)-E + O
2
donde Fe-E representa el núcleo de hierro del grupo hemo unido a la enzima que actúan como cofactores.
La enzima se presenta en forma de homotetrámero y se localiza en los peroxisomas.
Esta enzima puede actuar como una peroxidasa para mucha sustancias orgánicas, especialmente para el etanol que actúa como donante de hidrógeno. Las enzimas de muchos microorganismos, como el Penicillium simplicissimum, que exhiben actividad de catalasa y peroxidasa, son frecuentemente llamadas catalasas-peroxidasas.